# District de Konaseema
Le district de Konaseema, officiellement appelé district Dr. B. R. Ambedkar Konaseema, est un district de l'État indien de l'Andhra Pradesh en Inde. 
Le siège du district est situé à Amalapuram. 
Selon le recensement de l'Inde de 2011, le district compte une population de 53 231 habitants.